# Alloa
Pour les articles homonymes, voir Aloha (homonymie).
Alloa est une ville (et ancien burgh) écossaise, située dans le council area et région de lieutenance du Clackmannanshire, dont elle est la capitale administrative. La ville est située à l'est de Stirling sur la rive nord de la Forth. De 1975 à 1996, elle était la capitale administrative du district de Clackmannan, au sein de la région Central.

## Monuments
On y remarque les ruines d'un château des comtes de Mar datant du XIIIe.

## Sport
Le club de football Alloa Athletic y est basé ainsi que son stade, le Recreation Park.

## Personnalités
- Le philosophe George Turnbull y est né en 1698.
- Le footballeur international Willie Morgan y est né en 1944.
- Le footballeur international Alan Hansen y est né en 1955.